# محمد بن نصر مروزی
محمد بن نصر مروزی (۸۱۷- ۹۰۶م) فقیه شافعی در سدهٔ سوم قمری بود. زادهٔ بغداد، مروی‌اصل، پرورش‌یافتهٔ نیشابور و درگذشته سمرقند بود. وی از جمله کسانی بود که مذهب شافعی را به نیشابور بردند. وی در سال ۵۷۲ به سمرقند سفر کرد و با برخورداری از حمایت اسماعیل بن احمد سامانی تا پایان عمر به تعلیم پرداخت.

## آثار
- «القسامة» در مورد فقه.
- «المسند» در مورد حدیث.
- «اختلاف العلماء» در مورد اختلافات بنیان گذاران مذاهب.[۳]